# Windows 1.x
Windows 1.x – rodzina graficznych interfejsów użytkownika (GUI) przedsiębiorstwa Microsoft.
Windows 1.0 jest 16-bitowym graficznym środowiskiem operacyjnym, które do sprzedaży trafiło 20 listopada 1985, choć jego nadejście ogłoszono w miesięczniku Byte już w grudniu 1983. Było ono pierwszą próbą wprowadzenia na rynek środowiska operacyjnego opartego na wielozadaniowym graficznym interfejsie użytkownika dla platformy PC. W praktyce były prezentowane inne graficzne środowiska użytkownika, a sam Bill Gates miał przestraszyć się utraty biznesu na rynku komputerów zgodnych z IBM, po zobaczeniu dema Visi On (firmy VisiCorp, autora popularnego arkusza kalkulacyjnego i pakietów biurowych), na COMDEX w 1982.

## Właściwości
Wersja 1.0 jako jedyna pozwalała na ograniczone uruchamianie aplikacji MS-DOS w trybie wielozadaniowym, koncentrując się raczej na stworzeniu standardów interakcji z użytkownikiem, modelu uruchamiania aplikacji i stabilnego interfejsu programowania aplikacji (API) natywnych do późniejszego wykorzystania. Dzięki silnemu wsparciu Microsoftu w kwestiach kompatybilności wstecznej, nie tylko możliwe jest ogólnie bezproblemowe uruchamianie przeznaczonych dla Windows 1.0 programów na nowszych wersjach systemu, ale nawet rekompilacja ich kodu źródłowego i w ten sposób tworzenie względnie nowoczesnych aplikacji po drobnych przeróbkach.
Windows 1.0 często uznawano za „front-end” dla systemu operacyjnego MS-DOS – określenie to dotyczyło również późniejszych wersji programu. Rzeczywiście, samo środowisko uruchamiane było z linii poleceń DOS-u, programy napisane dla Windows mogły wywoływać funkcje MS-DOS, a same były, podobnie, jak w DOS-ie, zawarte w plikach o rozszerzeniu .exe. Pliki .exe stosowane w Windows miały jednak własny format – „nowy wykonywalny” (New Executable, NE) – który mógł być przetwarzany tylko w środowisku Windows i który pozwalał między innymi na ładowanie porcji kodu i danych na żądanie. Aplikacje w założeniach miały odwoływać się do pamięci tylko poprzez system zarządzania pamięci Windows, który tworzył programowy model pamięci wirtualnej, co pozwalało na uruchamianie aplikacji przekraczających swoimi rozmiarami dostępną w komputerze pamięć operacyjną.
Traktowanie Windows jako wyłącznie nakładki kosmetycznej na MS-DOS jest mniej uzasadnione, jeśli weźmie się pod uwagę fakt, że prace Microsoftu nie zmierzały do stworzenia nowego systemu operacyjnego, a tylko środowiska graficznego, w którym można by uruchamiać aplikacje. Windows 1.0 zawierał własne sterowniki kart graficznych, myszy, klawiatur, drukarek i portów komunikacji szeregowej. Aplikacje miały w założeniu wyłącznie wywoływać elementy API oparte na tych sterownikach. Biorąc pod uwagę ówcześnie bardzo ograniczoną obsługę grafiki w systemie MS-DOS i równie ograniczoną użyteczność pozostałych usług systemu, aplikacje DOS-owe musiały odwoływać się bezpośrednio do urządzeń (lub czasami do BIOS-u komputera) podczas wykonywania swoich zadań. Środowisko Windows 1.0 nie było więc front-endem dla MS-DOS, gdyż uzupełniało i częściowo zastępowało jego funkcje. Poziom zastępowania usług DOS-owych wzrastał w kolejnych edycjach produktu.
Pewne cechy Windows 1.0 wskazują jednak na to, że termin „front-end dla MS-DOS” jest uzasadniony. Przykładem może być stosowanie DOS-owego mechanizmu obsługi plików i wynikający z tego fakt, że Windows nie mógł działać samodzielnie. Kolejną „front-endową” cechą jest to, że Windows udostępniał aplikacjom możliwość wywoływania funkcji, z których wiele było wykonywanych za pomocą o wiele prostszych funkcji w środowisku MS-DOS.

## Historia wersji
Pierwsza edycja Windows, która trafiła do sprzedaży nosiła naprawdę numer 1.01. Po świecie informatyki krążyły pogłoski, że natychmiast po pojawieniu się wersji 1.0 odkryto poważny błąd dotyczący obsługi klawiatury przez środowisko. Pogłoska ta jednak została dość konsekwentnie obalona przez kilka wiarygodnych źródeł i czynionych przez nie komentarzy w odniesieniu do historii wydania Windows 1.0. Przykładem może być stwierdzenie Bena Armstronga, menedżera zespołu programowego do spraw maszyn wirtualnych:

(...) niewiele osób wie, że Windows 1.0 naprawdę nigdy się nie pojawił. Była to wersja środowiska Windows pokazana na targach Comdex w 1983. Dopiero 14 miesięcy później Microsoft wprowadził na rynek publiczny środowisko Windows 1.01, w którym wyeliminował kilka pomniejszych błędów.

Wersja 1.02, która zadebiutowała na rynku w maju 1986, była edycją międzynarodową, dostępną w kilku językach europejskich.
Wersja 1.03, datowana na sierpień 1986, była przeznaczona wyłącznie na rynek amerykański i wyposażona w dodatki stawiające ją na równi z edycją międzynarodową. Wprowadzono do niej sterowniki do klawiatur europejskich oraz dodatkowe sterowniki drukarek i monitorów.
Wersja 1.04, która pojawiła się w kwietniu 1987, udostępniała możliwość korzystania z nowych kart graficznych standardu VGA opracowanych przez IBM dla komputerów PS/2. W tym samym czasie przedsiębiorstwa Microsoft i IBM ogłosiły rozpoczęcie wspólnych prac nad systemem operacyjnym OS/2 oraz rozwiązaniem graficznego interfejsu użytkownika pod nazwą Presentation Manager. Proponowane przez obydwa przedsiębiorstwa rozwiązanie miało być następcą zarówno MS-DOS-u, jak i Windows.
Linia 1.0x środowisk Windows została zakończona w listopadzie 1987, kiedy na rynku pojawił się Windows 2.0. Microsoft przestał wspierać to środowisko 31 grudnia 2001.

## Szczegóły
Wymagania systemowe środowiska Windows 1.0 określono następująco: system operacyjny MS-DOS 2.0, 256 kilobajtów pamięci RAM, dwa dwustronne napędy dyskietek lub dysk twardy.
Pierwsza wersja Windows uruchamiała program powłoki znany jako MS-DOS Executive. Dostępne w środowisku programy to: Calculator (kalkulator), Calendar (kalendarz), Cardfile (kartoteka), Clipboard Viewer (podgląd Schowka), Clock (zegar), Control Panel (panel sterowania), Notepad (notatnik), Paint (program graficzny), Reversi (gra planszowa), Terminal (okno terminala), Write (edytor tekstu) i wiersz polecenia MS-DOS.
Ograniczeniem systemu było to, że okna nie mogły na siebie wzajemnie nachodzić, a jedynie sąsiadować ze sobą. Nad oknami mogły pojawiać się tylko pola dialogowe.
Pliki wykonywalne Windows 1.0, mimo tego samego rozszerzenia, co wykonywalne pliki MS-DOS (.exe) oraz mimo takiego samego nagłówka, nie zawierały jeszcze porcji kodu odpowiedzialnej za wyświetlenie komunikatu „Ten program wymaga Microsoft Windows” (This program requires Microsoft Windows) i zakończenie pracy aplikacji. Nagłówek był za to napisany tak, by system operacyjny odrzucał program z komunikatem „Program zbyt duży do umieszczenia w pamięci” (Program too big to fit in memory).
Od samego początku twórcom Windows zależało na umożliwieniu wielozadaniowej pracy, choć z początku względy te miały być przyznane tylko programom natywnym, a stosowane rozwiązania nie obejmowały wielozadaniowości z wywłaszczeniem. Programy Windows miały więc własne paski menu, nie korzystały na przykład ze wspólnego paska na górze ekranu, jak rozwiązali to twórcy komputerów Apple Macintosh.
Początkowo twórcy Windows zakładali umieszczenie rozwijanych menu na dole każdego okna, co było popularnym rozwiązaniem w ówczesnych programach dla systemu MS-DOS. Zmianę wprowadzono jeszcze przed wydaniem wersji 1.01. W wersji pokazanej w 1983 roku w czasopiśmie BYTE istnieje takie rozwiązanie.

## Konkurencja na rynku środowisk graficznych dla platformy IBM PC
Historia rozwoju Microsoft Windows sięga września 1981, kiedy to rozpoczęto prace nad projektem o nazwie „Interface Manager”. Pierwsza prezentacja projektu odbyła się 10 listopada 1983, już pod nazwą „Microsoft Windows”. Dwa lata, które upłynęły od ogłoszenia projektu do debiutu rynkowego, spowodowały, że do produktu niektórzy przyczepili „etykietkę” proklamującą go jako vaporware – zapowiadany od dawna produkt, który nigdy nie ujrzy światła dziennego. Wstępnie zapowiadana wersja Windows tak dalece swoją funkcjonalnością przypominała zachowanie komputerów Macintosh, że Microsoft musiał poczynić w środowisku daleko idące zmiany. Z tej właśnie przyczyny, mimo że technicznie było to możliwe, pierwsza wersja Windows nie oferowała użytkownikom zachodzących na siebie okien. Zapowiedź pojawienia się w roku 1985 nakładki Windows na pewno nie pomogła popularności środowiska Visi On przedsiębiorstwa VisiCorp, które pojawiło się w tym samym okresie. Jednak nawet będąc już w sprzedaży, Windows nie zyskiwał znaczącej popularności, co wskazywało na fakt, że rynek PC nie był jeszcze przygotowany na zmianę środowiska operacyjnego z MS-DOS (spowodowane to było zarówno mizernymi osiągami Windows, jak i niską wydajnością ówczesnego sprzętu PC).
Innym oferowanym w tym czasie na platformę PC rozwiązaniem graficznym był GEM. Wyglądał o wiele lepiej, przede wszystkim dlatego, że powielał wiele rozwiązań z interfejsu Macintosha, na przykład kosz (który Microsoft wprowadził dopiero w Windows 95) i ogólną interakcję z pulpitem (np. DnD). GEM został w końcu wykorzystany jako standardowy interfejs dla komputerów Atari serii ST, opartych na procesorach Motorola 68000 i późniejszych (czasami nazywano je nawet „Jackintoshami” od nazwiska właściciela przedsiębiorstwa, Jacka Tramiela). Podobieństwo GEM do systemu Macintosh sprawiło później producentowi tego pierwszego, przedsiębiorstwu Digital Research trochę kłopotów prawnych, w wyniku których niezbędna była dezaktywacja pewnych cech wyglądu i zachowania pulpitu, nie dotykając przy tym działania aplikacji.
GEM z założenia nie oferował jednak użytkownikom wielozadaniowości, niezbędne więc było zamykanie aktualnie używanego programu przed uruchomieniem innego. Wczesne programy działające w GEM, takie jak GEM Draw niekiedy cechowały się osobliwościami w obrębie menu File, takimi jak choćby Close (to Edit), pomagającymi w przełączaniu się między aplikacjami. Jednak droga do wielozadaniowości była otwarta już w pierwszej wersji systemu (dla Atari ST) poprzez tzw. akcesoria, następnie wciąż ewoluowała aż do aplikacji typu Winamp już w latach 80.
Alternatywnym środowiskiem wielozadaniowym, które pojawiło się tuż przed Windows był Desqview, wydany przez IBM jako następca TopView z roku 1984. Wstępnie nie było ono wyposażone w możliwości pracy w trybie graficznym, ale uruchamiało wielozadaniowo aplikacje DOS-owe w oddzielnych oknach, pod warunkiem, że aplikacje te nie zachowywały się w nieprzewidywalny sposób lub jeśli miały odpowiednio skonstruowaną procedurę ładującą, poprawiającą w locie ich zachowanie.
W wyniku ostrej konkurencji na polu graficznych środowisk operacyjnych Microsoft zdołał przejąć zaledwie część rynku. Sytuacja zmieniła się, gdy w styczniu 1987 na rynku pojawił się program Aldus PageMaker w wersji dla Windows. Był on pierwszym programem do składu publikacji (DTP) zrealizowanym w technologii WYSIWYG dla platformy PC. Niektórzy historycy świata komputerów uważają, że pojawienie się tego programu to początek sukcesu Microsoft Windows. Kolejnymi powodami do zakupu środowiska były „okienkowe” wersje programów Corel i Excel.
Jednak cały czas ilość dostępnego oprogramowania była niewystarczająca (kilka pozycji) oraz aplikacje te wykazywały szereg wad typowych dla architektury x86, takich jak powolność działania i zbyt wysokie wymagania sprzętowe. Dopiero wersje 3.x środowiska Windows zyskały na tyle dużą np. popularność, aby wreszcie konkurować na rynku GUI z przedsiębiorstwami Apple, Atari i Commodore.